# Det fattas en karl
Det fattas en karl är en tysk komedifilm från 1940 i regi av Arthur Maria Rabenalt med manus av Géza von Cziffra.

## Handling
Hans Muth jr. är ägare till ett strumpföretag och en stor kvinnokarl. Han har för vana att uppvakta kvinnor med vita syrener. Han försöker genom sin charm få ägarinnan till ett annat strumpföretag att omförhandla ett avtal som han finner ofördelaktigt. Detta genomskådas dock av hennes dotter Anni som får modern på andra tankar.

## Rollista
- Hannelore Schroth – Anni Rössler
- Hans Holt – Hans Muth Jr.
- Elga Brink – Charlotte
- Mady Rahl – Ursula Schlüter
- Paul Henckels – Brennert
- Victor Janson – Hans Muth senior
- Rudolf Schündler – Max Mohr